# روبن آندریاسیان
روبن سورنی آندریاسیان (ارمنی: Ռուբեն Սուրենի Անդրիասյան؛  زادهٔ ۳۱ اکتبر ۱۹۳۸ - درگذشته ۲۵ مهٔ ۲۰۲۲) کارگردان اهل ارمنستان بود.

## زندگی‌نامه
وی در ۳۱ اکتبر ۱۹۳۸ در نالچیک به دنیا آمد و از دانشگاه دولتی ایروان فارغ‌التحصیل گشت. همچنین برندهٔ جوایزی همچون نشان پرچم سرخ کار و نشان دوستی شده‌است. وی در ۲۵ مهٔ ۲۰۲۲  در سن ۸۳ سالگی در آلماتی درگذشت.